# Carlos Therón
Carlos Therón Sánchez (Salamanque, Espagne, 15 avril 1978) est un réalisateur espagnol.

## Carrière
Carlos Therón est réalisateur, scénariste et cinéaste.
Il a remporté le prix Goya 2005 du meilleur court métrage documentaire pour En la cuna del aire avec sa société de production Producciones Líquidas, créée avec son directeur de la photographie habituel : Antonio J. García. La société de production a également remporté le prix Goya 2008 du meilleur court métrage de fiction pour Miente d'Isabel de Ocampo, également monté par Carlos Therón.
Il est l'auteur et le réalisateur des courts métrages Comunica, La Ley de Murphy (2000), Interruptus (2003) et Impávido (2007), qui ont remporté de nombreux prix cinématographiques.
Il a également réalisé des clips pour des groupes tels que Los Delinqüentes.
À la télévision, il a réalisé les séries Los hombres de Paco, El barco, Chiringuito de Pepe, Olmos y Robles et Mira lo que has hecho.

## Filmographie

### Cinéma
| Année | Titre (original)     | Titre (traduction)            | Notes                              |
| ----- | -------------------- | ----------------------------- | ---------------------------------- |
| 2011  | Fuga de cerebros 2   | Fuite de cerveaux 2           | Réalisateur                        |
| 2012  | Impávido             | Inébranlable                  | Réalisateur, scénariste et éditeur |
| 2013  | Piratas y libélulas  | Pirates et libellules         | Éditeur                            |
| 2017  | Es por tu bien       | C'est pour ton bien           | Réalisateur                        |
| 2019  | Lo dejo cuando quira | Je peux arrêter quand je veux | Réalisateur                        |
| 2021  | Operación Camarón    | Opération Crevette            | Réalisateur                        |
| 2022  | Fenómenas            | Phénomènes                    | Réalisateur                        |

| Année | Titre (original)                         | Titre (traduction)                                        | Notes                                 |
| ----- | ---------------------------------------- | --------------------------------------------------------- | ------------------------------------- |
| 2000  | La ley de Murphy                         | La loi de Murphy                                          | Réalisateur, producteur et scénariste |
| 2003  | Interruptus                              | Interruptions                                             |                                       |
| 2004  | Di algo                                  | Dis quelque chose                                         | Assistant de direction                |
| 2004  | Skirting Thirty: The Elsa River's Story  | Le contournement des trente ans : L'histoire d'Elsa River | Chef opérateur                        |
| 2006  | Energy! (no he conocido el éxito)        | Energie ! (je n'ai pas connu le succès)                   | Éditeur                               |
| 2007  | Impávido                                 | Inébranlable                                              | Réalisateur et scénariste             |
| 2008  | Miente                                   | Mensonges                                                 | Producteur et éditeur                 |
| 2011  | La raya que me raya                      | La bande qui m'égratigne                                  | Acteur (un homme dans la rue)         |
| 2011  | Desenterrando\|Desenterrando "Enterrado" | Déterrer\|Déterrer "Enterré".                             | Réalisateur, éditeur et caméraman     |

### Télévision
| Année      | Titre (original)       | Titre (traduction)        | Chaîne         | Épisodes |
| ---------- | ---------------------- | ------------------------- | -------------- | -------- |
| 2010       | Los hombres de Paco    | Les hommes de Paco        | Antena 3       | 3        |
| 2012-2013  | El Barco               | Le bateau                 | Antena 3       | 4        |
| 2014, 2016 | El Chiringuito de Pepe | Le restaurant de Pepe     | Telecinco      | 9        |
| 2015       | Olmos y Robles         | Ormes et chênes           | La 1           | 2        |
| 2019       | Mira Lo Que Has Hecho  | Regarde ce que tu as fait | Movistar Plus+ | 6        |
| 2021       | Reyes de la Noche      | Rois de la Nuit           | Movistar Plus+ | 4        |

| Année | Titre (original)       | Titre (traduction)    | Chaîne         | Épisodes |
| ----- | ---------------------- | --------------------- | -------------- | -------- |
| 2015  | Olmos y Robles         | Ormes et chênes       | La 1           | 7        |
| 2016  | El Chiringuito de Pepe | Le restaurant de Pepe | Telecinco      | 16       |
| 2021  | Reyes de la Noche      | Rois de la Nuit       | Movistar Plus+ | 2        |